# 三明治教学技巧
三明治教学技巧（英語：Sandwich technique），是指在外语教学中，为了将所学内容更快更准确全面地传达给学生，老师在介绍某个新的外语语言点的时候，在将此语言点用外语口述两遍的中间加入一遍用学生母语给出的翻译。插入母语翻译的时候，老师可以有意地通过声调的调节或者停顿等方式来区分外语教学的部分。
三明治教学法的基本操作步骤如下：比如说老师在领读一段对话的时候，老师先用外语 (L2) 领读一遍，然后插入一遍母语 (L1) 翻译，然后再用外语 (L2) 领读一遍，即：L2 => L1 => L2 ，最后让学生用外语跟读一遍此内容。下面以一个简单的短语为例：
老师：“Let me try - 让我试一试 - let me try.”
学生："Let me try."
使用这一方法，可以帮助学生最快地理解所学内容的含义，将母语夹在两遍外语中间的做法可以避免母语对外语教学的干扰。理解障碍被扫清之后，学生可以将全部精力集中到外语跟读部分。三明治教学技巧的倡导者（Butzkamm & Caldwell和Dodson）指出，这种双语的教学模式实际上是为了更快地使所学外语成为课堂教学的主导语言。借助母语，可以顺利地将新的语言点引进课堂教学（见下例）。母语在这一技巧中的作用是辅助和过渡，是为了更快地建立起一个全外语课堂语言环境。
老师："Your job is to match the sentences - 句子搭配 - to match the sentences."
老师和学生都应该对已经用母语解释过的短语和句子作好记录，避免重复地翻译。通过使用这一技巧，老师可以尽快地将更多样化更生动的内容引进教学中。比如说，初学者也可以听外语故事：
老师："…and her stepmother scolded her without mercy - 她毫不留情地训斥着她 – she scolded her without mercy…"
将母语翻译直接穿插在有语境的外语教学中，与单纯的词汇对词汇翻译有本质的区别。在外语教学初期有技巧地使用母语，是为了尽快尽早地实现全外语教学。也就是说，暂时地使用母语是为了将来不再需要使用母语。这一看似自相矛盾的理念正是三明治教学技巧的初衷所在。